# 牛村友哉
牛村 友哉（うしむら ゆうや、1978年1月20日 - ）は、日本の男性声優。オフィス薫所属。愛知県出身。

## 略歴
オフィス薫附属声優養成所第6期卒業生。

## 人物
音域はバリトン。方言は名古屋弁。
特技は柔道。趣味は将棋、水泳、映画観賞。

## 出演

### テレビアニメ
1998年
- カウボーイビバップ

2002年
- バロムワン

2004年
- 陸奥圓明流外伝 修羅の刻（九鬼源次郎、荒木又右衛門、高杉晋作、伝令）
- 超ぽじてぃぶ! ファイターズ
- 美鳥の日々（子分B）
- RAGNAROK THE ANIMATION（若者）

2007年
- やっとかめ探偵団（警官）

### 吹き替え

#### 映画
- ジーパーズ・クリーパーズ（2000年）
- X-MEN2（2000年、少年〈グレッグ・カーチス[2]〉）
- エスケープ・フロム・アフガニスタン（2002年）
- キス★キス★バン★バン（2004年）

#### 海外ドラマ
- サブリナ（1999年）
- ザ・ソプラノズ 哀愁のマフィア（2000年）
- バフィー 〜恋する十字架〜（2000年）
- アンドロメダ（2001年）
- ワンだー・エディ（2001年）
- 超感覚刑事ザ・センチネル（2002年）
- 7デイズ/時空大作戦 シーズン3（2002年）
- ニキータ シーズン3（2002年）
- ブルーカラー（2002年）
- 美しき日々（2003年）
- 流星花園 〜花より男子〜（2003年）
- 新入社員（2006年）

#### アニメ
- ヘビーギア（2003年）
- スパイダーマン 新アニメシリーズ（2004年）

### ナレーション
- 群馬サファリパーク
- トヨタ・アムラックス
- 姫路セントラルパーク

### 舞台
- 三島由紀夫 作「近代能楽集」班女（吉雄役）
- ロベール・トマ作「HOTEL ZOO」第三話 迷える牡狼（シモン役）

### その他コンテンツ
- MACOT（現・火乃真）とウッシーの名で個人Webラジオに出演。2002年1月4日放送。